# Hans Erpf
Hans Erpf (* 16. April 1947 in Bern; † 7. September 2016) war ein Schweizer (freischaffender) Publizist, Verleger und Schriftsteller.
Erpf war von 1981 bis 1989 Präsident des Berner Schriftstellervereins, für den er 1989 zusammen mit Barbara Traber eine Festschrift veröffentlichte. An der Berner Buchhändlerschule war er zudem Lehrbeauftragter für Verlagskunde.
Neben zahlreichen belletristischen und Sachbüchern wirkte er in Radiosendungen mit.

## Werke
- Bern, wie es isst und trinkt (mit Alexander Heimann). Viktoria, Ostermundigen 1972
  - Neuausgabe als: Zu Gast in Bern. Stämpfli, Bern 1980; Edition Erpf bei Neptun, Kreuzlingen 1988, ISBN 3-256-00106-8.
- Münzen in deiner Hand. Münzkunde für junge Sammler. Dtv, München 1976, ISBN 3-423-07240-7.
- Der Zibelemärit. Verbandsdruckerei Bern 1977, ISBN 3-7280-5053-9.
  - Neuausgabe als: Dr Zibelemärit und rund um die Zwiebel von A–Z. Fischer, Münsingen 1990, ISBN 3-85681-223-7.
- Rund um die Wurst von A–Z. Verbandsdruckerei Bern 1979, ISBN 3-7280-5311-2.
- Inventar, Teil 1: Gedichte und Kurzprosa 1965–1980. Nachwort von Ingo Cesaro. Edition 7 & 70, Hanau 1982, ISBN 3-921726-14-X.

### Herausgeberschaft
- Das grosse Schwingerbuch. Hallwag, Bern 1973, ISBN 3-444-10115-5.
- Das grosse Buch der Feuerwehr. Stämpfli, Bern 1975, ISBN 3-7272-9170-2.
- Das grosse Buch der Polizei. Stämpfli, Bern 1976, ISBN 3-7272-9173-7.
- Das große Buch der Eskimo. Kultur und Leben eines Volkes am Rande des Nordpols. Stalling, Oldenburg 1977, ISBN 3-7979-1945-X.
- Pack deine Sachen in einen Container und komm. 7 Schweizer Autoren begegnen Israel. Edition Erpf, Bern 1979, ISBN 3-256-00008-8.
- Dr Märit z Bärn. Geschichten, Episoden, Verse und Bilder rund um die Berner Märkte. Edition Erpf, Bern 1982, ISBN 3-256-00043-6.
- Erpf’s Buch der Berner Rekorde und Superlative. Edition Erpf, Bern 1982, ISBN 3-256-00044-4.
- «Mutz». 50 Jahre Berner Schriftsteller-Verein 1939–1989 (mit Barbara Traber). BSV, Bern 1989.